# ساندرو کایزر
ساندرو کایزر (انگلیسی: Sandro Kaiser؛ زادهٔ ۲۱ سپتامبر ۱۹۸۹) بازیکن فوتبال اهل آلمان است.
از باشگاه‌هایی که در آن بازی کرده‌است می‌توان به باشگاه فوتبال اف‌اس‌وی فرانکفورت، باشگاه فوتبال هایدنهایم، باشگاه فوتبال مونیخ ۱۸۶۰، باشگاه فوتبال آرمینیا بیله‌فلد و باشگاه فوتبال آینتراخت بامبرگ اشاره کرد.